# Mari Boine

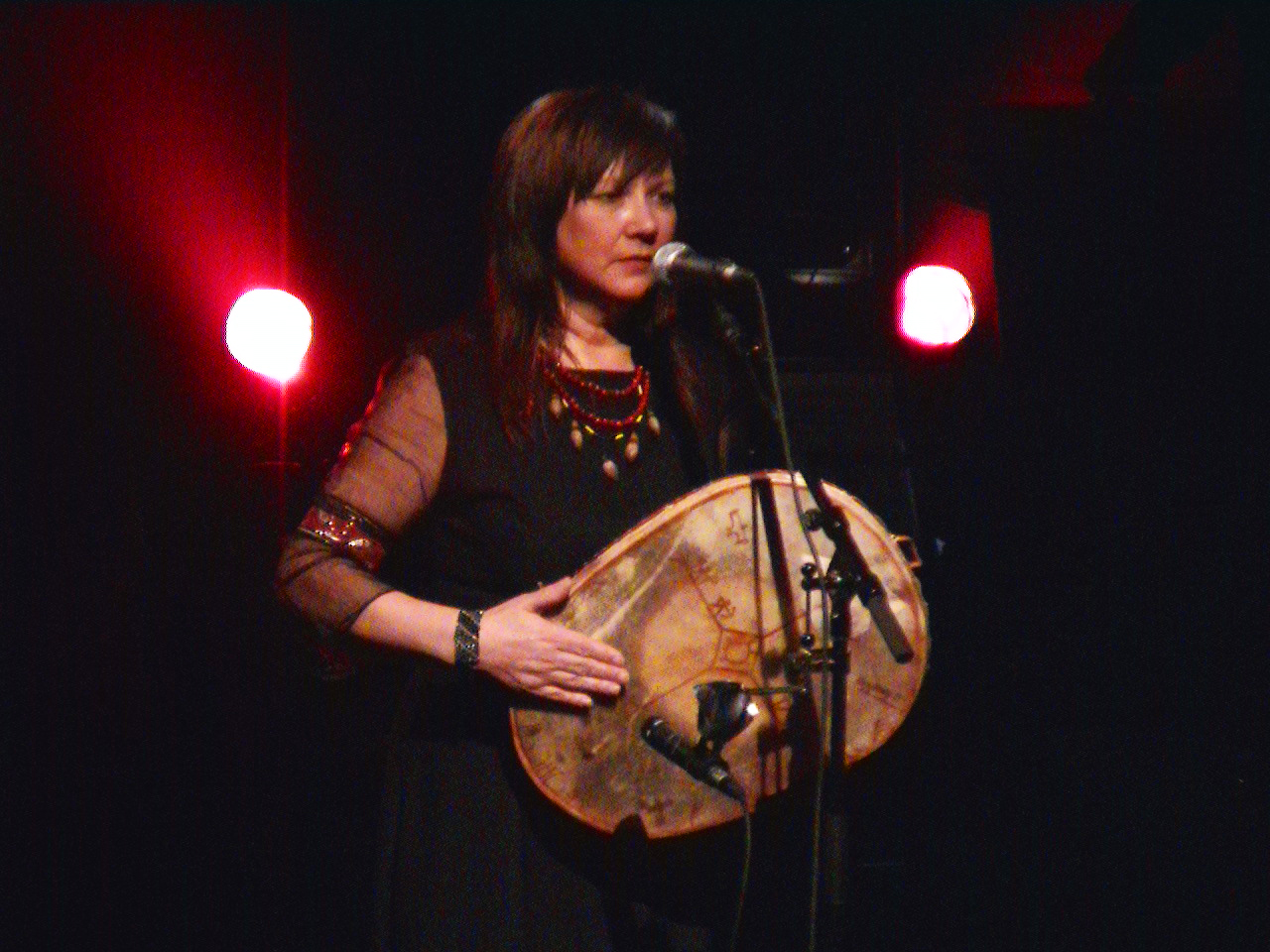
Mari Boine, invitée de Denez Prigent au Théâtre de la Ville de Paris en 2004.

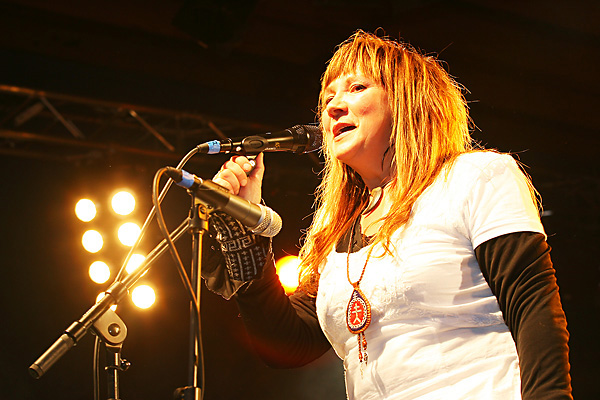
En 2006.

Mari Boine (née Mari Boine Persen) est une chanteuse norvégienne d'origine samie, née le 8 novembre 1956 au Finnmark, Norvège. Sa musique associe le chant traditionnel des Samis, le joik, avec des sons et des mélodies électro-acoustiques.

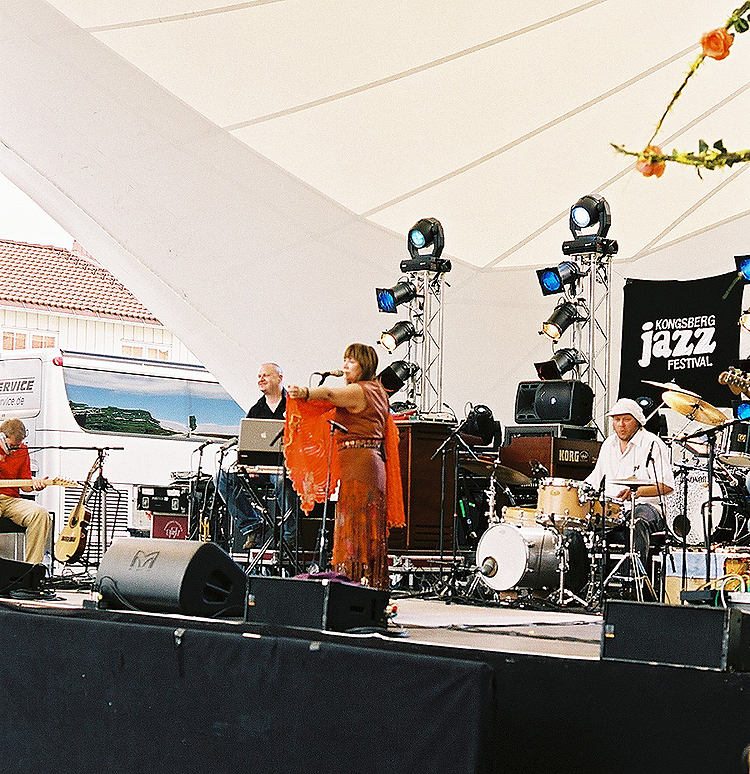
Mari Boine et son groupe au festival de Jazz de Kongsberg en 2007.

## Biographie
Née en 1956 dans un village de l'extrême nord de la Norvège, à Gàmehhisnjàrga, près de Karasjok, Mari Boine reçoit de ses parents une éducation chrétienne très stricte qui bannit toute tradition sami, y compris le chant traditionnel, en raison de ses liens avec le chamanisme. À l'âge de 20 ans, et alors qu'elle se destine à devenir une Norvégienne modèle, une manifestation contre la construction d'une centrale électrique en territoire sami (elle n'utilise pas et récuse le terme « lapon », qui lui semble péjoratif, et inventé par les colons) lui fait soudain prendre conscience de son identité ethnique, que son éducation a refoulée. Dès lors, décidée à retrouver ses racines culturelles, Mari Boine commence à écrire ses textes et à les chanter (en langue same), et part à la recherche des chants traditionnels de son peuple.
En 1986, Mari Boine réalise un premier disque en solo sur un support vinyle, Jaskatvuođa Maŋŋá, qui contient des ballades et des chansons pop-rock. En 1988, un théâtre sami utilise ses chansons pour monter une série de saynètes. En 1989, à la suite de ce travail coopératif avec le théâtre sami, Mari Boine réalise son deuxième album Gula Gula. L'année suivante signe sa consécration : l'album est diffusé avec succès sur la scène internationale sous le label Real World (de Peter Gabriel),. En quelques mois, Mari Boine devient l’une des artistes phares de la musique dite ethnique (ou world music) ainsi que l’ambassadrice artistique des Samis.
En 1998, après une dizaine d'années d'existence, le groupe Mari Boine Band est reformé avec de nouveaux membres, à l'exception du guitariste Roger Ludvigsen, qui suit Mari Boine depuis ses débuts. En 2002, sa participation à la musique du film d'animation L'Enfant qui voulait être un ours (musique composée par Bruno Coulais) contribue à accroître sa renommée hors du circuit de la world music. En 2003, elle chante en duo avec Denez Prigent dans l'album de celui-ci intitulé Sarac'h.
Mari Boine Persen relève le défi de la reconnaissance et de la renaissance culturelle en valorisant ses origines à travers des textes de chansons particulièrement engagés et une alchimie harmonieuse entre plusieurs sources d'inspirations,,, : 
- le fonds de tradition ancestrale sami (chant de gorge joik et pulsation au tambour rituel) ;
- les sons contemporains électro-acoustiques (guitare acoustique et électrique, basse, synthétiseur) ;
- les influences musicales internationales (la pop, le rock, le jazz, etc.) ;
- les musiques ethniques des autres peuples (flûtes andines, charango, percussions africaines, etc.).

## Discographie
See the woman (2017)
1. Today starts now
2. Chasing myself into reality
3. See the woman
4. Some sai I got Devil
5. Happily ever after
6. 2-4-6-7-8-9 in one
7. Yes
8. Teepee rom
9. This is my heart
10. Twin soul
11. Adine & Isak - My treasures
12. Crowded streets of blue

Gilve gollát – Sow Your Gold (2013)
Mari Boine featuring Norwegian Radio Orchestra
1. Trilobihta lávlla (Song from a trilobite)
2. Gula Gula (Hear the voices of the foremothers)
3. Goaskinviellja (Eaglebrother)
4. Dutnje (To you)
5. Jearrat biekkas (To ask the wind)
6. Boađan nuppi bealde (I come from the other side)
7. Beaivelottáš (Butterfly)
8. Elle
9. Mu váibmu vádjul doppe (Hymn)
10. Gilvve gollát (Sow your gold)
11. Alla Hearrá guhkkin Osllos – Høye Herre langt der nede i Oslo

Čuovgga Áirras / Sterna Paradisea (2009)
1. Lene Májjá
2. Ipmiliin hálešteapmi (Conversation with God)
3. Soagŋosilbbat (Courting Jewellery)
4. Soria Moria Palássa (Soria Moria Palace)
5. Čuovgga áirras (Sterna Paradisea)
6. Claudiinna lávlla (Claudine's Song)
7. Skealbma (The Mischievous)
8. Iđitveiggodettin (Dawn)
9. De mana, ráhkásan (For My Daughter)
10. Lihkahusat (Entranced)
11. Go idja nuossala (When Night Is Almost Done)

Kautokeino-opprøret (2008)
Bande originale du film Kautokeino-opprøret
1. Elen Skum
2. Válddi vuoigna (The Spirit of Power)
3. Deaivideapmi (Confrontation)
4. Doaivut ja vuoimmehuvvat (Hope and Defeat)

Idjagieđas / I Nattens Hand / In the Hand of the Night (2006)
1. Vuoi Vuoi Mu (Vuoi Vuoi Me)
2. Idjagieđas (In the Hand of the Night)
3. Suoivva (The Shadow)
4. Gos Bat Munno Čiŋat Leat? (Where Did All Our Colours Go?)
5. Mu Ustit, Eŋgeliid Sogalaš (My Friend of Angel Tribe)
6. Davvi Bávttiin (On the Fells of the North)
7. Lottáš (Little Bird)
8. Diamántta Spáillit (Reindeer of Diamond)
9. Geasuha (Irresistible)
10. Áfruvvá (The Mermaid)
11. Uldda Nieida (Uldda Girl)
12. Big Medicine (Fápmodálkkas)

Gávcci Jahkejuogu / Eight Seasons (2002)
1. Boađan Nuppi Bealde (I Come From The Other Side)
2. Song For The Unborn (Reagákeahtes)
3. Sáráhka Viina (Sáráhka's Wine)
4. Guovssahasaid Ájagáttis (By The Source Of Aurora B)
5. Sielu Dálkkas (Soul Medicine)
6. Mu Váibmu Vádjul Doppe (Hymn)
7. Butterfly (Beaivelottáš)
8. Liegga Gokčas Sis' (In A Blanket Of Warmth)
9. It Dieđe (You Never Know)
10. Duottar Rássi (Tundra Flower)
11. Silba Várjala (Let Silver Protect)
12. Bottoža Dáhtun (Give Me A Break)

Winter in Moscow (2001)
(Mari Boine avec Inna Zhelannaya et Sergey Starostin)
1. Dás Áiggun Cuožžut (Here Will I Stand)
2. Pjesna Ljesorubov (Song Of The Lumberjacks)
3. Korridorsangen (The Corridor Song)
4. Sjestra Maja Notsj (The Night Is My Sister)
5. Vozlje Tvojej Ljobvi (Near Your Love)
6. Odinotsjestvo-Sestritsa (Sister Loneliness)
7. Roahkkadit Rohtte Luodi, Mánázan (Joik With Pride, My Child!)
8. Balada O Gorje (Ballad Of Grief)

Bálvvoslatjna / Room of Worship (1998)
1. Eallin (Life)
2. Beaivvi Nieida (Daughter Of Sun)
3. Risten
4. Eagle Man / Changing Woman (Girdi Olmmái / Geaidi Nissun)
5. Álddagasat Ipmilat (Gods Of Nature)
6. Oarjjabeal Beaivvi Ja Mánu (West Of Moon And Sun)
7. Mu Váhkar Lásse (My Youngest)
8. Alit Go Buot Várit (Higher Than All Mountains)
9. Don It Galgan (Thou Shalt Not)
10. Etno Jenny (Ethno Jenny)

Eallin / Life (1996)
(enregistré en direct)
1. Mielahisvuohta (State of Mind Where Your Intellect Is Disconnected)
2. Dás Áiggun Čuožžut (Within Myself)
3. Orbina (The Orphan)
4. Gula Gula (Hear The Voices of the Foremothers)
5. Modjás Katrin (Katrin Who Smiles)
6. Eco (Echo)
7. Skádja (Reverberation)
8. Vuolgge Mu Mielde Bassivárrái (Come with Me to the Sacred Mountain)
9. It Šat Duolmma Mu (Free)
10. Dutjne (To You)

Radiant Warmth (1996)
(Compilation de 'Goaskinviellja' et 'Leahkastin')
1. Goaskinviellja  (Eagle Brother)
2. Ale Sat (No More)
3. Cuovgi Liekkas (Radiant Warmth)
4. Skádja (Reverberation)
5. Cuvges Vuovttat, Duodalas Calbmi (Hair of Light, Solemn Eye)
6. Modjás Kátrin (Katrin Who Smiles)
7. Mielahisvuohta (Lunacy, Lunacy)
8. Gilvve Gollát (Sow Your Gold)
9. Gulan Du (Hearing You)
10. Vuolgge Mu Mielde Bassivárrái (Come with Me to the Sacred Mountain)
11. Ráhkesvuodain (Feather the World)
12. Mu Ahkku (Grandma)
13. Ale Ale Don (Don't Go... Not You)

Leahkastin / Unfolding (1994)
1. Gumppet Holvot (The Wolves Howl)
2. Ále Šat (No More)
3. Čuovgi Liekkas (Radiant Warmth)
4. Áhččai (To My Father)
5. Maid Áiggot Muinna Eallin (What Do You Want Life?)
6. Mielahisvuohta (Lunacy Lunacy)
7. Gilvve Gollát (Sow Your Gold)
8. Gulan Du (Hearing You)
9. Vuolgge Mu Mielde Bassivárrái (Come with Me to the Sacred Mountain)
10. Mun Da'han Lean Oaivámuš (Just When I Had...)
11. Dá Lean Mun (Here I Am)

Goaskinviellja / Ørnebror / Eagle Brother (1993)
1. Čuvges Vuovttat, Duođalaš Čalbmi (Hair of Light, Solemn Eye)
2. Sámi Eatnan Duoddarat (Samilands Rippling Tundra)
3. Modjás Kátrin (Katrin Who Smiles)
4. Dás Áiggun Čuožžut (Within Myself)
5. Dolgesuorbmagežiiguin (A Feathered Touch)
6. Skádja (The Reverberation)
7. Goaskinviellja (Eagle Brother)
8. Ráhkesvuođain (Feather the World)
9. Mu Áhkku (My Grandma)
10. Ále Ále Don (Don't Go... Not You)

Gula Gula / Hør stammødrenes stemme / Hear the Voices of the Foremothers (1989)
1. Gula Gula (Hear the Voices of the Foremothers)
2. Vilges Suola (White Thief)
3. Balu Badjel Go Vuoittán (When I Win Against Fear)
4. Du Lahka (Near You)
5. It Šat Duolmma Mu (Free at Last)
6. Eadnán Bákti (To Woman)
7. Oppskrift For Herrefolk (Recipe for a Master Race)
8. Duinne (To You)

Titres bonus sur la réédition remasterisée de 2003:
1. Oarbbis Leat
2. Čuovgi Liekkas
3. Gula Gula – Chilluminati Mix

Jaskatvuođa maŋŋá / Etter stillheten / After the Silence (1985)
1. Alla Hearra Guhkkin Oslos
2. Oktavuohta
3. Ceavlas Galbma Garvvuid Sis(te)
4. Mearrasapmelazzii
5. Sii Navccahuhttet Mu
6. Idja Lea Mannan
7. Anuheapmi
8. Koffor E Det Sa Stille
9. Na Darvanii Jahkku *
10. Oainnat Go Mo Cuvggoda Dal
* Mari Boine (première) paroles, sur la musique de John Lennon Working Class Hero

### Apparaît également sur
- Nordic Woman (2012)
- Beginner's Guide to Scandinavia 3-CD set (2011)
- One World One Voice (1990)

Avec Jan Garbarek
- Twelve Moons (ECM, 1992)
- Visible World (ECM, 1995)

Avec Future Prophecies
- Warlords Rising (Beatservice Records, 2005)

Avec Denez Prigent
- Geotenn Ar Marv  (Barclay - Universal Music, 2003)

## Prix et distinctions
- Prix musical du conseil nordique (2003)
- Spellemannprisen
- Norsk kulturråds ærespris (2009)
- Chevalier de 1re classe de l'ordre de Saint-Olaf (18 septembre 2009)